# 요시마타 료
요시마타 료(일본어: 吉俣良, 1959년 9월 6일 ~)는 일본의 음악가이다. 영화나 텔레비전 드라마, 텔레비전 광고의 음악에 주로 참여하고 있다.

## 내력
- 1959년 가고시마시에서 태어났다.

## 참여 작품

### 영화
- 냉정과 열정 사이 (2001년)
- 배터리 (2007년)

### TV 드라마
- 하늘에서 내리는 일억 개의 별 (2002년)
- 프라이드 (2004년)
- 힘 좀 냅시다 (2005년)
- 닥터고토진료소2006 (2006년)
- 장미가 없는 꽃집 (2008년)
- 아츠히메 (2008년)
- 일지매 (SBS, 2008년)
- 바람의 가든 (2008년)
- 고우~공주들의 전국~ (2011년)
- 푸른 바다의 전설 (2016년)